# Kiran Desaiová
Kiran Desaiová (* 3. září 1971) je indická spisovatelka. Má indické občanství, ale trvale žije v USA a píše svá díla anglicky. Je přítelkyní tureckého spisovatele Orhana Pamuka a dcerou spisovatelky Anity Desaiové. Ač napsala zatím jen dvě prozaické knihy, patří k nejoceňovanějším autorkám v USA: za druhou knihu The Inheritance of Loss z roku 2006 získala i nejprestižnější literární ocenění pro anglicky píšící obyvatele Společenství národů (Commonwealth, Velká Británie a její bývalá dominia a kolonie), Irska a Zimbabwe Man Bookerovu cenu.

### České překlady
- Dědictví ztráty, Praha, Odeon 2007.